# Protestos em Cuba em 2024
Em 17 de março de 2024, os protestos começaram em Cuba, principalmente na cidade de Santiago, a segunda maior cidade do país, em protesto contra a escassez de alimentos e cortes de energia em particular.
O país está a viver o que é descrito como a pior crise desde o início da década de 1990. O governo culpa o bloqueio dos EUA imposto desde a chegada do Partido Comunista ao poder. Cuba acusou o seu vizinho do norte de provocar distúrbios, uma acusação que os Estados Unidos negaram.

## Contexto
Em 12 de janeiro de 2021, o então presidente dos EUA, Donald Trump, adicionou Cuba à lista de patrocinadores estatais do terrorismo, implementando uma nova série de sanções económicas ao país. O governo socialista de Cuba esperava que Joe Biden retirasse Cuba da lista, no entanto, Biden evitou totalmente a questão e, segundo fontes governamentais cubanas, não respondeu a vários apelos para a realização de uma reunião diplomática para retirar Cuba da lista.
Num comunicado de imprensa logo após o início dos protestos, o governo cubano classificou a inclusão de Cuba na lista de patrocinadores estatais do terrorismo como o elemento mais flagrante das sanções dos EUA. O congressista norte-americano Joaquin Castro (D-TX20) classificou o fracasso de Biden em remover a Cuba comunista da lista de "uma séria oportunidade perdida que piorou a vida dos cubanos comuns". Por ser um Estado Patrocinador do Terrorismo, foram implementadas novas sanções económicas que desencorajaram o investimento estrangeiro de terceiros, uma vez que essas empresas seriam impedidas de fazer negócios nos Estados Unidos ao abrigo da Lei Helms-Burton. Além disso, a inclusão na lista praticamente eliminou o turismo para Cuba, nomeadamente da União Europeia.
Desde a pandemia de COVID-19, o preço do combustível aumentou 500%, o que é especialmente problemático para Cuba, uma vez que a maior parte da sua eletricidade é gerada por centrais elétricas a petróleo. Antes disso, Cuba dependia de um dos seus poucos aliados, a Venezuela, para vender petróleo com desconto, mas devido aos próprios problemas económicos da Venezuela, esta relação especial teve de ser encerrada. Devido à escassez de combustível, existem apagões generalizados nas principais cidades cubanas. Cuba também depende de importações de alimentos, no valor de 7 mil milhões de dólares por ano, mas, devido ao fraco poder de compra do peso cubano, compra quase todas as importações com reservas em moeda estrangeira. Estas reservas foram utilizadas para comprar combustível, juntamente com a inflação que deixou um buraco de 18,5% no PIB, sobrou pouco para a importação de alimentos, o que, juntamente com uma má colheita, resultou em escassez de alimentos.
Poucas semanas antes dos protestos de 7 de março, o presidente cubano Miguel Díaz-Canel demitiu o seu ministro da Economia, Alejandro Gil Fernández, por alegada corrupção e má gestão. Embora a medida tenha sido descrita como uma “busca de bodes expiatórios e distrações internas” para diminuir a atenção do público sobre a vacilante economia planificada. Nesse mesmo dia, o Diario de Cuba informou que existe um extenso mercado negro para a carne de gato, à medida que os produtos básicos se tornam cada vez mais escassos.

## Resposta
O governo forneceu rapidamente arroz e leite, mas a insatisfação continuou. Cuba recorreu ao Programa Alimentar Mundial para obter leite em pó e outros produtos para ajudar a aliviar a escassez.
O presidente cubano Miguel Díaz-Canel escreveu no X que "Políticos medíocres e terroristas online fizeram fila no sul da Flórida para aquecer as ruas de #Cuba com mensagens intervencionistas e apelos ao caos. Eles ficaram a querer." Além disso, num comunicado de imprensa, o governo cubano afirmou que “o único meio de subsistência de todo o sul da Flórida é a indústria da agressão contra Cuba”.
Num esforço para reprimir os protestos, o governo cubano cortou todo o acesso à Internet para evitar que os manifestantes se organizassem como fizeram com os protestos cubanos de 2021. Em resposta, um porta-voz do Departamento de Estado disse: “As regulamentações dos EUA permitem certos serviços baseados na Internet para apoiar o povo cubano”. O congressista norte-americano nascido em Cuba, Carlos A. Giménez (R-FL28), apelou à administração Biden para fornecer Internet via satélite aos manifestantes.
María Payá Acevedo, filha do dissidente assassinado Oswaldo Payá, e uma das principais figuras da oposição em Cuba que vive no exílio em Miami, anunciou que a sua iniciativa Cuba Decide apela aos líderes internacionais para que se apoiem e apoiem os manifestantes para garantir uma transição pacífica para a democracia. Cuba Decide delineou um plano de quatro etapas para implementar a democracia, a primeira é reconhecer e garantir a proteção dos direitos humanos para todos os cubanos, a segunda é um “plebiscito vinculativo que implementa garantias eleitorais e de transparência” para acabar com o Estado de partido único, a terceira é “iniciar um processo de transição que estabeleça instituições democráticas” e, por último, “eleições livres e multipartidárias” para estabelecer um novo governo.

## Reações
Em 18 de março, Havana convocou o diplomata norte-americano de mais alto escalão, o encarregado de negócios Benjamin Ziff. Carlos Fernández de Cossío, vice-ministro das Relações Exteriores de Cuba, entregou uma nota de protesto a Ziff denunciando os Estados Unidos por "conduta intervencionista" e "mensagens caluniosas", alegando que os relatórios sobre o protesto não refletiam "assuntos internos da realidade cubana". " O porta-voz do Departamento de Estado dos Estados Unidos, Vedant Patel, respondeu dizendo que “os Estados Unidos não estão por trás destes protestos em Cuba, e a acusação disso é absurda”.
A congressista americana e filha de exilados cubanos, María Elvira Salazar (R-FL27), afirmou em entrevista ao The Hill que "espero que esta crise e os protestos em Santiago de Cuba exponham os fracassos do comunismo e levem ao fim do ditadura.".
O senador norte-americano Rick Scott emitiu uma declaração instando o seu país a apoiar o “corajoso povo cubano”.
A Embaixada dos EUA afirmou que “Instamos o governo cubano a respeitar os direitos humanos dos manifestantes e a atender às necessidades legítimas do povo cubano. ” Carlos Fernández de Cossío qualificou a declaração da embaixada de "desrespeitosa" e uma "interferência aberta nos assuntos internos de Cuba".
Johana Tablada, a principal diplomata cubana nos Estados Unidos, afirmou que o objetivo do governo americano é a "mudança de regime" contra o atual Partido Comunista no poder.
Em 18 de março, o vice-primeiro-ministro russo, Dmitry Chernyshenko, elogiou o aprofundamento dos laços económicos entre a Rússia e Cuba, celebrando o facto de mais de 100 empresas russas terem começado a fazer negócios em Cuba e estarem envolvidas na indústria pesada, e nos setores da energia, banca, agricultura, TI e turismo. Chernyshenko afirmou que "Cuba é um aliado russo confiável". Além disso, em 2023, Cuba implementou o sistema de pagamento russo Mir e vários cubanos voluntariaram-se para lutar ao lado russo na invasão da Ucrânia desde 2022.
Em 22 de março, o ex-presidente e candidato republicano para as eleições presidenciais norte-americanas de 2024, Donald Trump, postou um vídeo na Truth Social afirmando: “Quero expressar a minha admiração e apoio a todo o corajoso povo de Cuba, que se levanta contra o vil regime comunista, não é fácil e nós apreciamos isso e isso vai mudar.” Insinuando que uma mudança de regime em Cuba seria uma das suas posições de política externa caso fosse reeleito.
Juan Pablo Spinetto, colunista da Bloomberg, escreveu num artigo de opinião que a crise levou Cuba "à beira do colapso", afirmando, no entanto, que a transição pode levar décadas. Spinetto afirmou que não há caminho a seguir para a economia centralmente planeada de Cuba e que a única forma de o governo comunista sobreviver seria adotar uma economia de mercado socialista como a da China. Spinetto também alertou que o colapso do governo comunista em Cuba poderia resultar num Estado falhado e em mais problemas para o povo cubano.

### Protestos no estrangeiro
Os cubano-americanos que vivem em Miami organizaram os seus próprios protestos para mostrar solidariedade desde 17 de Março, quando dezenas de pessoas se reuniram à porta do Versailles acenando com bandeiras cubanas e americanas. No dia 19 de Março, os manifestantes formaram uma corrente humana, enquanto no dia 24 de Março organizaram uma breve marcha através de um parque em Pequena Havana.